# Сім самураїв
«Сім самураїв» (яп. 七人の侍, Shichinin no Samurai, сітінін-но самураі) — японський фільм 1954 року, драма режисера Куросави Акіри.
Фільм належить до класики японського та світового кіно, входить до списку найвизначніших та найвпливовіших фільмів у історії світового кінематографа.
Станом на 1 березня 2024 року фільм займає 22-гу позицію у списку 250 найкращих фільмів за версією IMDb.
Український переклад зробила студія Омікрон на замовлення Гуртом..

## Сюжет
Японія, період Сенґоку. Жителі одного з поселень дізнаються, що на їхнє село збираються напасти бандити й забрати врожай ячменю. Вони вирішують відправити в місто декількох односельців, щоб ті спробували найняти для захисту села самураїв, які погодяться працювати за їжу, оскільки селяни більше нічого запропонувати їм не можуть. Посланці стають свідками того, як досвідчений боєць Камбей Сімада (Сімура Такасі), переодягнувшись ченцем, зумів голими руками роззброїти та вбити злодія, який захопив у заручники дитину. Вони розповідають самураю про свою біду і Камбей погоджується допомогти їм.
За декілька днів Камбею вдається зібрати невеликий загін з кількох досвідчених ронінів. До них приєднується також молодий самурай Кацусіро Окамото (Кімура Ісао), який хоче стати учнем Камбея, та Кікуті (Міфуне Тосіро), який видає себе за самурая, але насправді є звичайним волоцюгою.
Загін вирушає в село, жителі якого не знають, чого вони бояться більше — поки далеких бандитів або вже прибулих самураїв. Однак завдяки енергійному Кікуті, який прекрасно знає життя та страхи селян, самураям вдається знайти спільну мову з хліборобами. Вони починають вчити селян азам військової справи, планувати оборону та оточувати село частоколом.
Незабаром з'являються розвідники бандитів. Камбею та ронінам вдається перехопити їх. Один з розвідників розповідає про місце розташування табору бандитів і троє самураїв разом з одним селянином-провідником здійснюють вилазку в табір бандитів, де спалюють їх табір і вбивають кількох розбійників, однак самі теж зазнають втрат. Хоча банда й поріділа, все одно розбійники, яким життєво необхідно розжитися їжею, вирішують напасти на село. Роніни та селяни відбивають їхні атаки одну за одною, продовжуючи зазнавати втрат. З'ясовується, що в розбійників є рушниці, і деякі з них самураям вдається захопити. Камбей реалізує свій задум, пропускаючи всередину села невеликі загони кінних бандитів, яких винищують у селі.
Під час останньої атаки на село самураї пропускають у село весь загін бандитів і знищують його, проте ватажки банди захоплюють будинок і відстрілюються з нього. Після битви в живих залишаються тільки Камбей, його старий друг Сітіродзі та Кацусіро. Гине й Кікуті, який, хоча й був самозванцем, бився, як справжній воїн і заслужив честь бути похованим поруч із героями.
Камбей, Сітіродзі та Кацусіро залишають село, яке вже повертається до мирного життя. Самураї тут більше не потрібні.

## Створення
Фільм з'явився значною мірою завдяки тому, що Куросава Акіра хотів спробувати себе в популярному в Японії жанрі дзідайґекі (історичному фільмі про бойові пригоди самураїв), причому зробити його одночасно і глибоким за змістом, і захопливим за формою.
Спочатку він мав намір зробити фільм-притчу про один день життя самурая, простежити всі вчинки героя аж до вечора, коли герой повинен був зробити ритуальне самогубство. Врешті Куросава не наважився взятися за такий матеріал, оскільки вважав, що недостатньо добре знає необхідні нюанси. Проте в ході роботи над цим сюжетом він натрапив на випадок, коли село, що належало одному з убитих феодалів, найняло декількох ронінів для захисту від розбійників (фактично таких же ронінів), і вирішив саме це покласти в основу фільму.
Куросава написав докладні біографії та опис кожного значного героя фільму — який одяг він носить, як говорить, якій їжі віддає перевагу та інше.
Кіностудія Toho кілька разів намагалася зупинити знімання фільму, оскільки вважала, що його чекав повний фінансовий провал, а режисер постійно виходив за рамки відведеного йому бюджету. Щоразу Куросаві доводилося наполегливо переконувати продюсерів відновити фінансування.

## Нагороди
| Рік  | Організація                                                   | Нагорода                                                                            | Результат   |
| ---- | ------------------------------------------------------------- | ----------------------------------------------------------------------------------- | ----------- |
| 1954 | Венеційський кінофестиваль: Срібний лев                       | Куросава Акіра                                                                      | Отримав     |
| 1954 | Венеційський кінофестиваль: Золотий лев                       | Куросава Акіра                                                                      | Номінований |
| 1955 | Кінопремія Майніті                                            | Найкращий актор другого плану Міяґуті Сеїдзі                                        | Отримав     |
| 1956 | Британська академія телебачення і кіномистецтва: Премія BAFTA | Найкращий іноземний актор Міфуне Тосіро, Сімура Такасі; Найкращий фільм             | Номінований |
| 1957 | Академія кіномистецтва США: Оскар                             | Найкращий артдиректор Мацуяма Такасі, найкращий дизайн костюмів Едзакі Кохеї        | Номінований |
| 1959 | Кінопремія Юссі: Відзнака заслуг                              | Найкращий іноземний актор Сімура Такасі, найкращий іноземний режисер Куросава Акіра | Отримав     |
| 2006 | Кінопремія «Супутник»                                         | Найкращий DVD-реліз                                                                 | Номінований |

## Рімейки
У 1960 році вийшов американський рімейк Семи самураїв — фільм Чудова сімка. Дію у ньому було перенесено на Дикий Захід, де семеро ковбоїв-стрільців захищають від бандитів мексиканське село. Куросава Акіра вважав цей рімейк досить вірним оригіналу (з урахуванням різниці культурних традицій Японії та США).
Згодом були поставлені ще кілька рімейків, наприклад, Чудова сімка гладіаторів, Битва за межами зірок. Існує аніме 7 самураїв (2004), у якому сюжет, імена та характери головних героїв повторюють фільм Куросави, але дію перенесено в майбутнє.
У 1981 році кіностудією ім. Горького вийшов фільм Шостий, де в перші роки після громадянської війни у провінційному містечку молода радянська міліція вступає в сутичку з бандитами.